# Tell Abyad District
Tell Abyad District (arabiska: منطقة تل ابيض) är ett distrikt i Syrien.   Det ligger i provinsen ar-Raqqah, i den nordöstra delen av landet, 400 kilometer nordost om huvudstaden Damaskus.
Trakten runt Tell Abyad District är ofruktbar med lite eller ingen växtlighet. Runt Tell Abyad District är det ganska tätbefolkat, med 83 invånare per kvadratkilometer.